# Burgstall Forndorf
Der Burgstall Forndorf bezeichnet eine abgegangene mittelalterliche Burg und späteres Schloss etwa 125 bis 225 m nordöstlich der Straßenkreuzung in Forndorf, einem heutigen Ortsteil der Gemeinde Wieseth im Landkreis Ansbach in Bayern.

## Geschichte
Als Besitzer der von den Burggrafen von Nürnberg zu Lehen gehenden Burg sind 1352 die Reichsküchenmeister von Nordenberg überliefert. 1364 kaufte sie Heinrich Marschalk von Pappenheim der Tochter des Konrad Küchenmeister ab. 1422 wurden die Schenk zu Geyern, eine Nebenlinie der Nordenberger, neue Besitzer, 1435 die Herren von Ehenheim und 1529 kauft Apel von Seckendorff-Birkenfels die Anlage. 1537 kommt Forndorf als erledigtes Lehen an die Markgrafen von Ansbach, die auf der Burg wurde eine Vogtei einrichteten. Die Burg brannte 1565 ab, wobei auch alle Urkunden über Wieseth vernichtet wurden. 1590 erbaute an der Stelle Markgraf Georg Friedrich ein Schloss, von dem heute nichts mehr erhalten ist. Zu Beginn des 19. Jahrhunderts wurde die Burg in private Hände verkauft und aufgeteilt. Die noch stehenden Burggebäude, darunter ein Turm, wurden abgerissen und das Gelände durch drei Bauernhöfe überbaut.
Das Burgplateau ist heute von mehreren Häusern überbaut. Die ursprüngliche Gestalt der Burg lässt sich deshalb nur noch annähernd erschließen. Im Nordwesten sind noch Reste einer Wall-Graben-Anlage sichtbar. Im Osten wurde die Burg durch das 4 m tiefer gelegene Rotbachtal geschützt.